# Parque Nacional Lawachara
O Parque Nacional Lawachara (em língua bengali: লাউয়াছড়া) é o principal parque nacional e reserva natural de Bangladesh. O parque está localizado em Kamalganj Upazila, no distrito de Maulvi Bazar, no nordeste da região do país. Encontra-se a 27,4 km² da Floresta Reservada de West Bhanugach.
O Parque Nacional de Lawachara abrange, aproximadamente, 12,5 km²  de florestas semi-perenes e florestas decíduas. Em 7 de julho de 1966, o governo de Bangladesh declarou a região como parque nacional, sob medida do Ato Wildlife de 1974.

## Localização
O parque está localizado a cerca de 160 km a nordeste de Dhaka e 60 km d Sylhet. A partir da cidade de Sreemangal Upzila, são 8 km de distância. O terreno de Lawachara é ondulado com montes dispersos de 10 a 50 metros. Localmente conhecidos como tila, os montes são compostos principalmente de rochas sedimentares de arenito terciário. O parque é atravessado por inúmeros rios de areia conhecidos como nallah.
O solo do parque é composto de argila arenosa aluvial, datada da época do Plioceno. Depressões baixas conhecidas como haor wetlands são uma característica da região, pois as áreas mais baixas são frequentemente sujeitas a inundações. O clima do parque é agradável, com uma média de 26,8 ºC, com diferenciações em fevereiro, que chega a 36,1 ºC. A umidade é alta ao longo do ano e o parque experimenta precipitações periódicas com ciclones tropicais.

### Biodiversidade

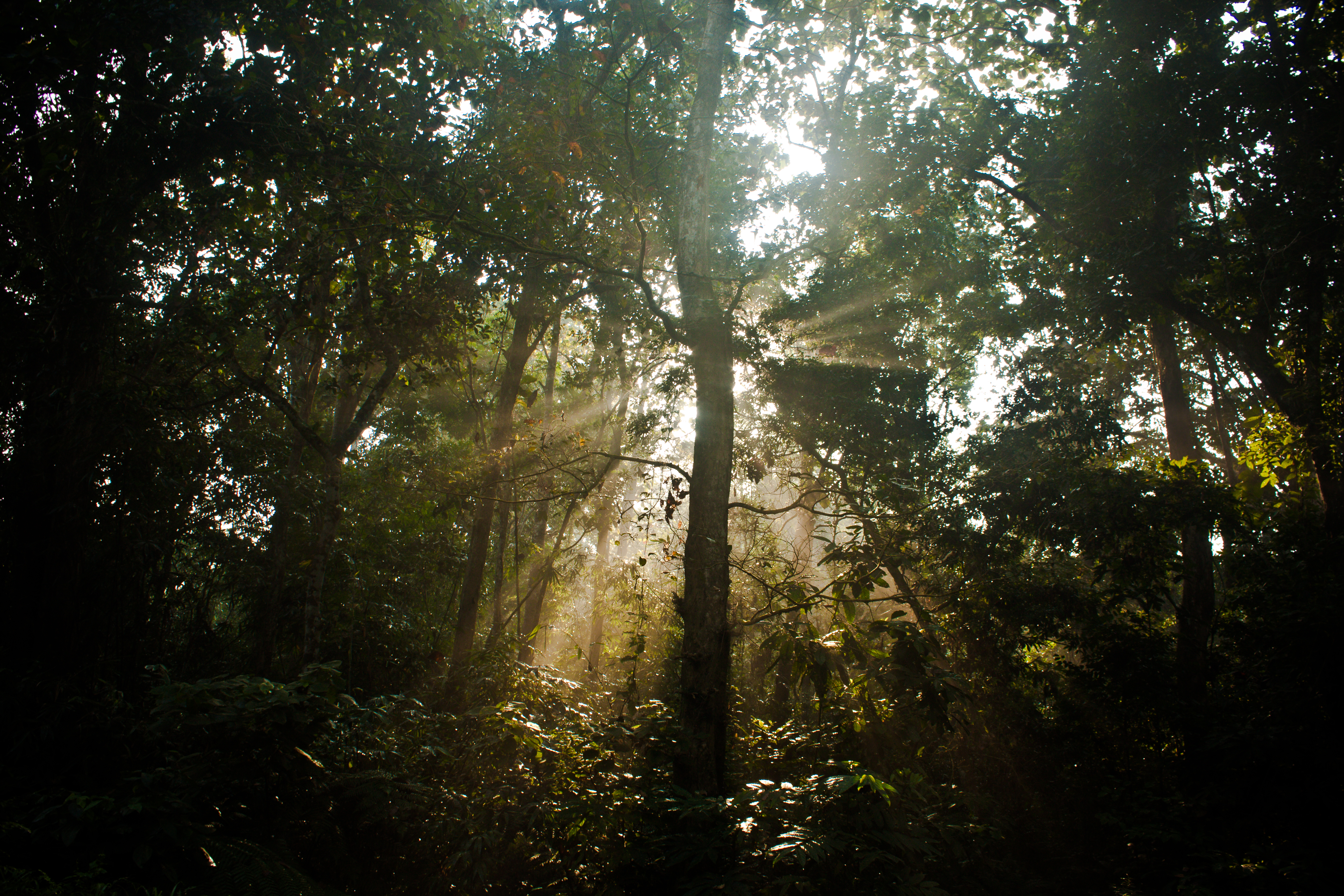
Lawachara nas filmagens do filme A Volta ao Mundo em 80 Dias

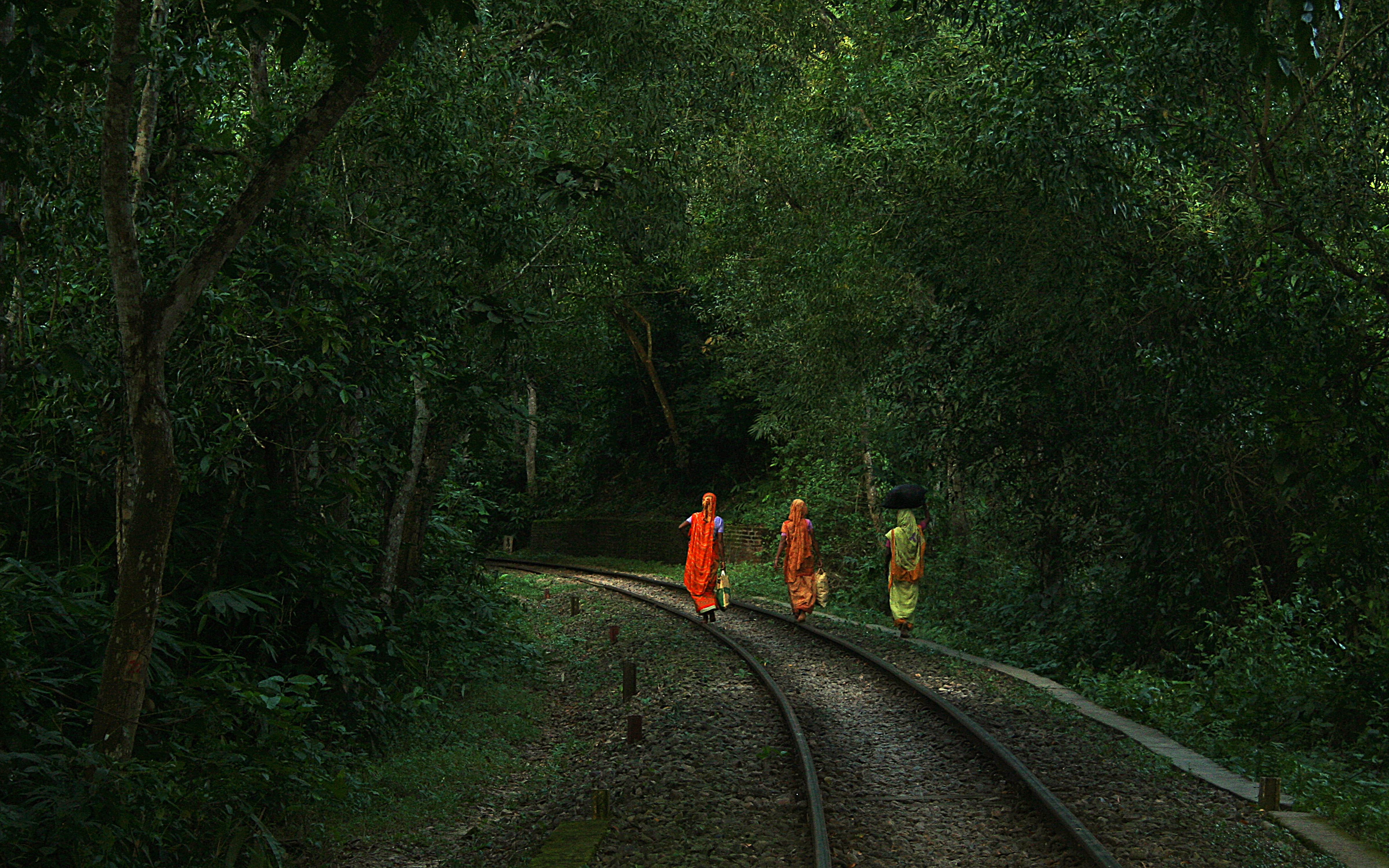
Caminho para Lawachara

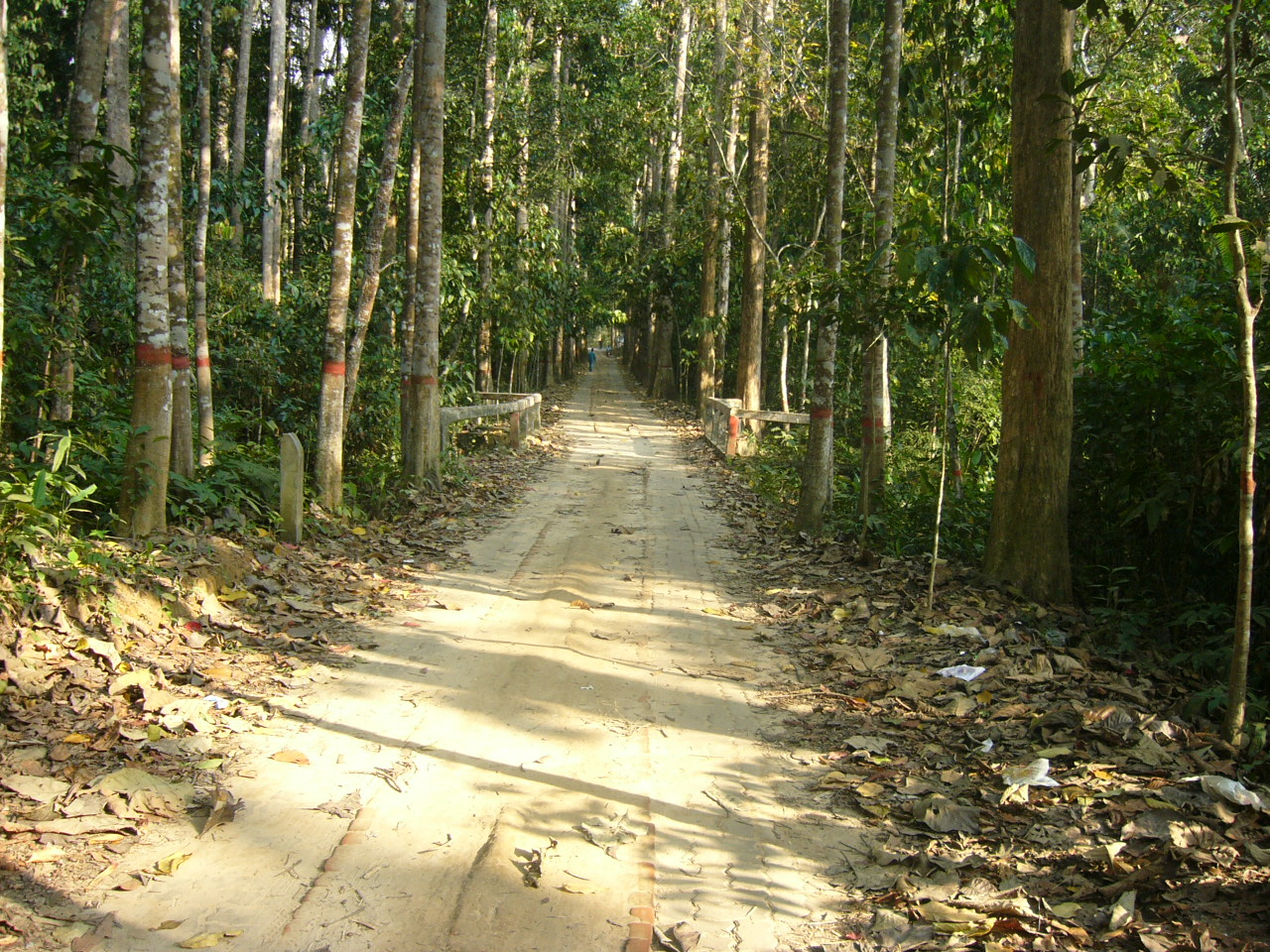
Árvores em Lawachara

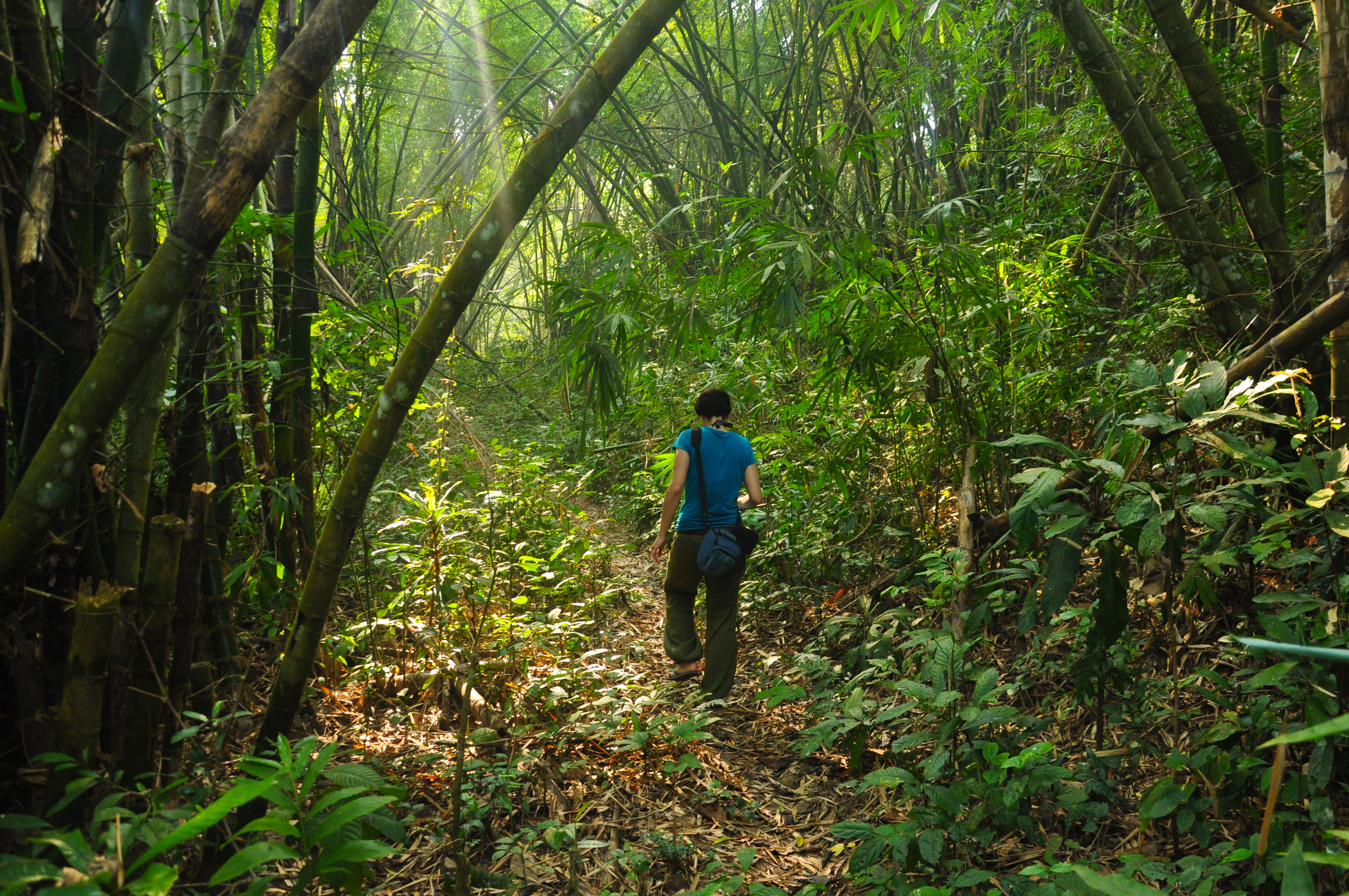
Bambus em Lawachara

A diversidade biológica do Parque Nacional Lawachara é constituída por 460 espécies, das quais 167 espécies são plantas, 4 espécies de anfíbios, 6 espécies de répteis, 246 espécies de aves, 20 espécies de mamíferos e 17 espécies de insetos. Os primatas hoolock hoolock do gênero hoolock estão em risco de extinção, dos quais apenas 62 indivíduos permanecem na área.

### Plantas e animais
As florestas do parque são mistas, compostas por vegetações decíduas, incluindo Quercus, Syzygium, Gmelina, Dillenia, Grewia e Ficus. O dossel florestal superior é composto de árvores decíduas altas, incluindo Tectona, Artocarpus chaplasha, Tetrameles, Hopea odorata, Toona ciliata e Pygeum. A vegetação tropical mista original foi removida em 1920, dando espaço para o surgimento de florestas secundárias com áreas remanescentes de floresta primária. É possível encontrar, portanto, bosques de bambu do gênero Bambusa e Melocanna baccifera, bem como espécies de samambaias e outras plantas epífitas.
Foram estudadas 159 espécies de plantas pertencentes a 123 gêneros e 60 famílias em 2010. A pesquisa incluiu a existência de 78 espécies de árvores, 14 espécies de arbustos, 42 espécies de ervas e 25 espécies de vinha. Os gêneros mais diversos incluem Ficus, Syzygium, cada uma com 7 espécies. Outros gêneros notáveis incluem Terminalia, Dioscorea, Artocarpus, Calamus, Piper, Alpinia e Curcuma. As espécies de plantas indígenas ameaçadas incluem Bridelia retusa, Zanthoxylum rhetsa, Alstonia scholaris, Phyllanthus emblica, Cássia-imperial, Oroxylum indicum, Semecarpus anacardium e Garuga pinnata.
O primata hoolock hoolock é um dos primatas mais encontrados na Índia. Em relação ao Lawachara, encontram-se alocados cerca de 6 espécies do mesmo gênero de primatas. Num recenseamento de 2007, apenas 62 indivíduos de 17 grupos animais foram encontrados em Lawachara e na Floresta Reservada de West Bhanugach. No entanto, esta é a maior população de gibões sobreviventes em Bangladesh. A população de Lawachara é considerada cientificamente importante, pois é provável que a última população viável de gibões sobreviventes do próximo século de hoolocks seja pertencente à região.

## Assentamento humano
Existem cerca de dezoito aldeias perto do Parque Nacional Lawachara. As aldeias Magurcara punji e Lawachara punji estão localizadas dentro dos limites do parque. Os povos indígenas incluem o povo cristão Khasia, o povo hindu Tripuri, o povo Tripa e o povo Monipuri. O resto da população é, em sua maioria, migrantes muçulmanos de Noakhali, Comilla e Assam.
Os aldeões das florestas de Lawachara têm certos direitos dentro da reserva natural. Os direitos incluem a coleta de madeira para combustíveis e materiais para construção, produção de folhas de betel, pastoreio de gado, colheita de produtos florestais e agricultura limitada em terrenos alocados.

## Controvérsias
No ano de 2008, o governo de Bangladesh permitiu que a petroleira Chevron Corporation, com sede nos Estados Unidos, realizasse uma exploração sísmica em 3D no Parque Nacional Lawachara. A empresa afirmou que protegeria a biodiversidade da área, por meio de furos superficiais perto de espécies de plantas ameaçadas ou em áreas de vida selvagem. Os ambientalistas, no entanto, argumentaram que a pesquisa terá um impacto adverso a longo prazo na floresta.

### Impactos ambientais
Explosões conduzidas em Lawachara como parte da pesquisa da Chevron fazem com que a vida selvagem seja extinta da floresta em ritmo alarmante. Em 7 de maio de 2008, um gibão hoolock, numa tentativa de fuga, morreu eletrocutado ao encostar em um cabo elétrico. Os danos aos edifícios residenciais por conta de tremores foram relatados, bem como incêndios causados pelas mesmas atividades de pesquisa. A Chevron, no entanto, não reconheceu os acidentes.
A exploração sísmica da Chevron segue na sequência da explosão do campo de gás na vila de Magurchara em 14 de junho de 1997, que destruiu 700 acres da Floresta Reservada de West Bhanugach. A exploração de gás na área foi liderada pela Union Oil Company da Califórnia, subsidiária da Chevron Corporation.

### Respostas à degradação ambiental
A pesquisa foi fortemente criticada por violar as leis municipais de Bangladesh sobre a conservação da vida selvagem. Observou-se que a equipe de monitoramento do impacto ambiental da pesquisa foi financiada pela Chevron Corporation. O Parque Nacional Lawachara também é mantido pelo projeto Nishorgo, financiado pela Agência de Desenvolvimento Internacional dos Estados Unidos. O projeto de Nishorgo foi acusado de ter preocupações econômicas e lucrativas, ao permitir que a empresa Chevron se apossasse das áreas florestais que deveriam ser protegidas.
Em essência, o projeto Nishorgo parece ter criado um espaço institucionalizado que favorece a preservação do interesse econômico e de segurança dos Estados Unidos em geral. Para ser específico, abre espaços para os interesses da Chevron quando necessário. Portanto, não é surpresa que a Chevron tenha sido capaz de realizar a pesquisa de exploração sísmica no Parque Nacional Lawachara, onde um projeto está em parceria com a Agência de Desenvolvimento Internacional dos Estados Unidos. Em outras palavras, o projeto Nishorgo fornece estruturas necessárias tanto para a Chevron como para a USAID. A legitimidade ofertada gera, consequentemente, consentimentos em conformidades com valores e programas de degradação declarados.— Mohammad Tanzimuddin Khan

## Galeria

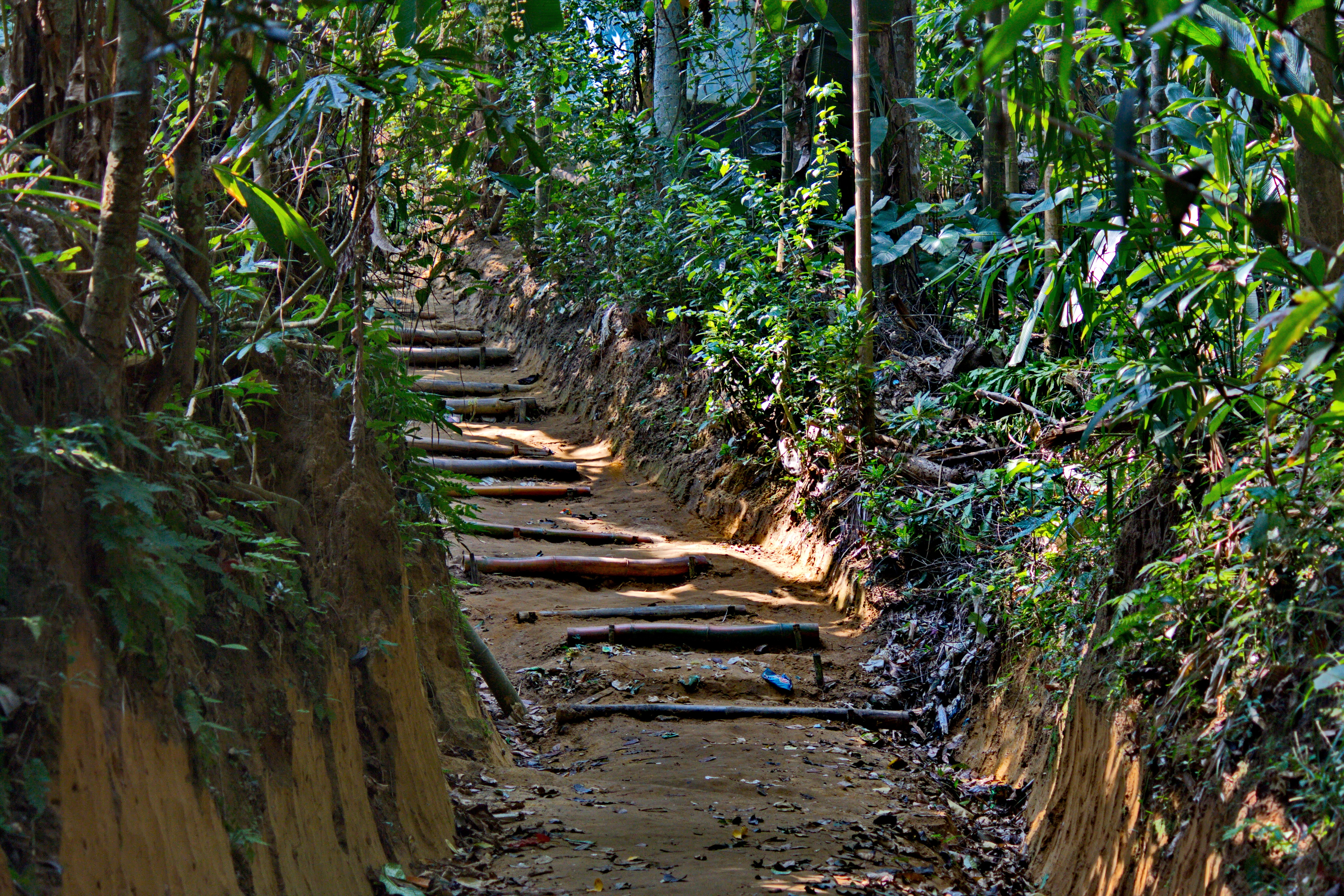
Escadas de bambu
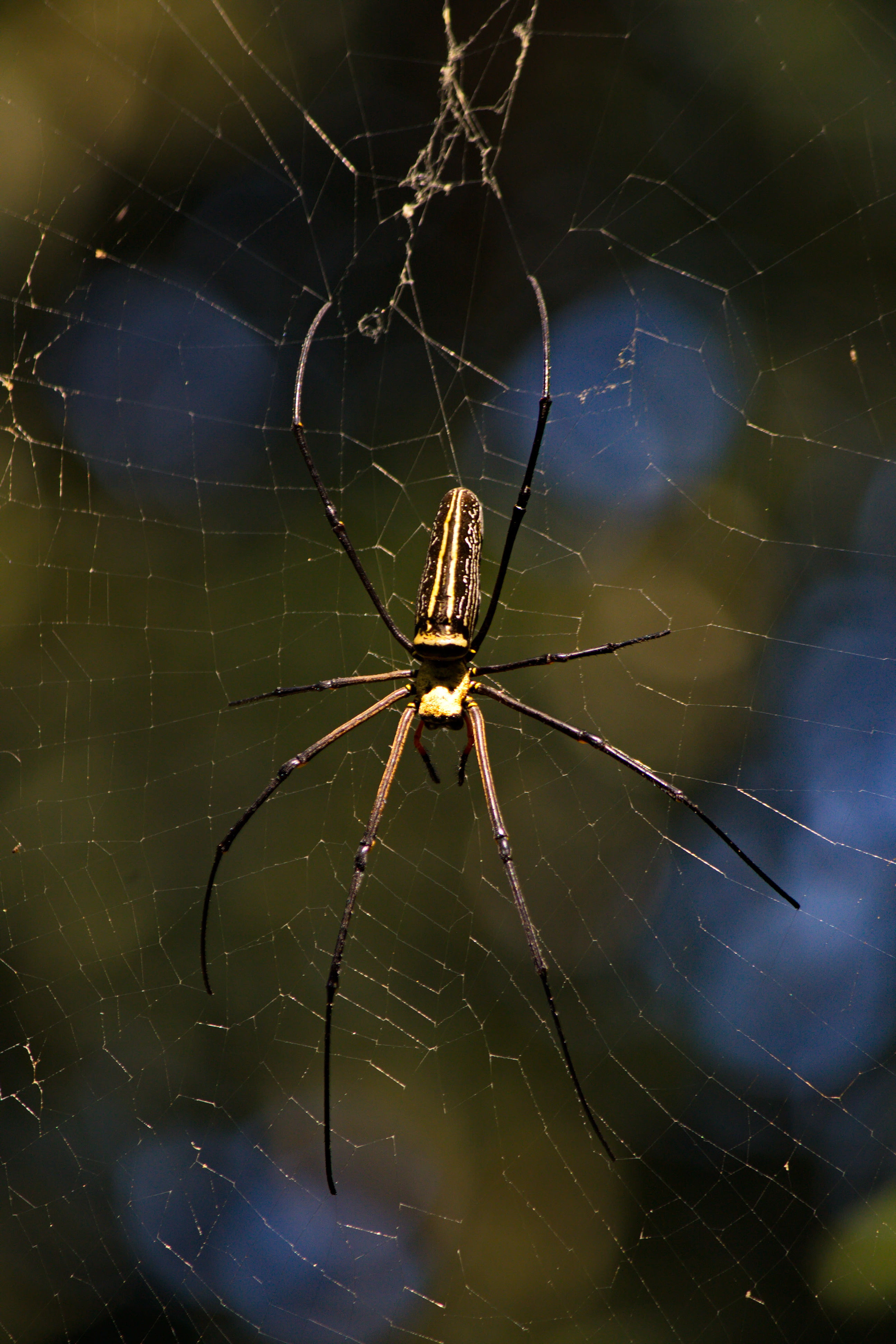
Aranha no parque
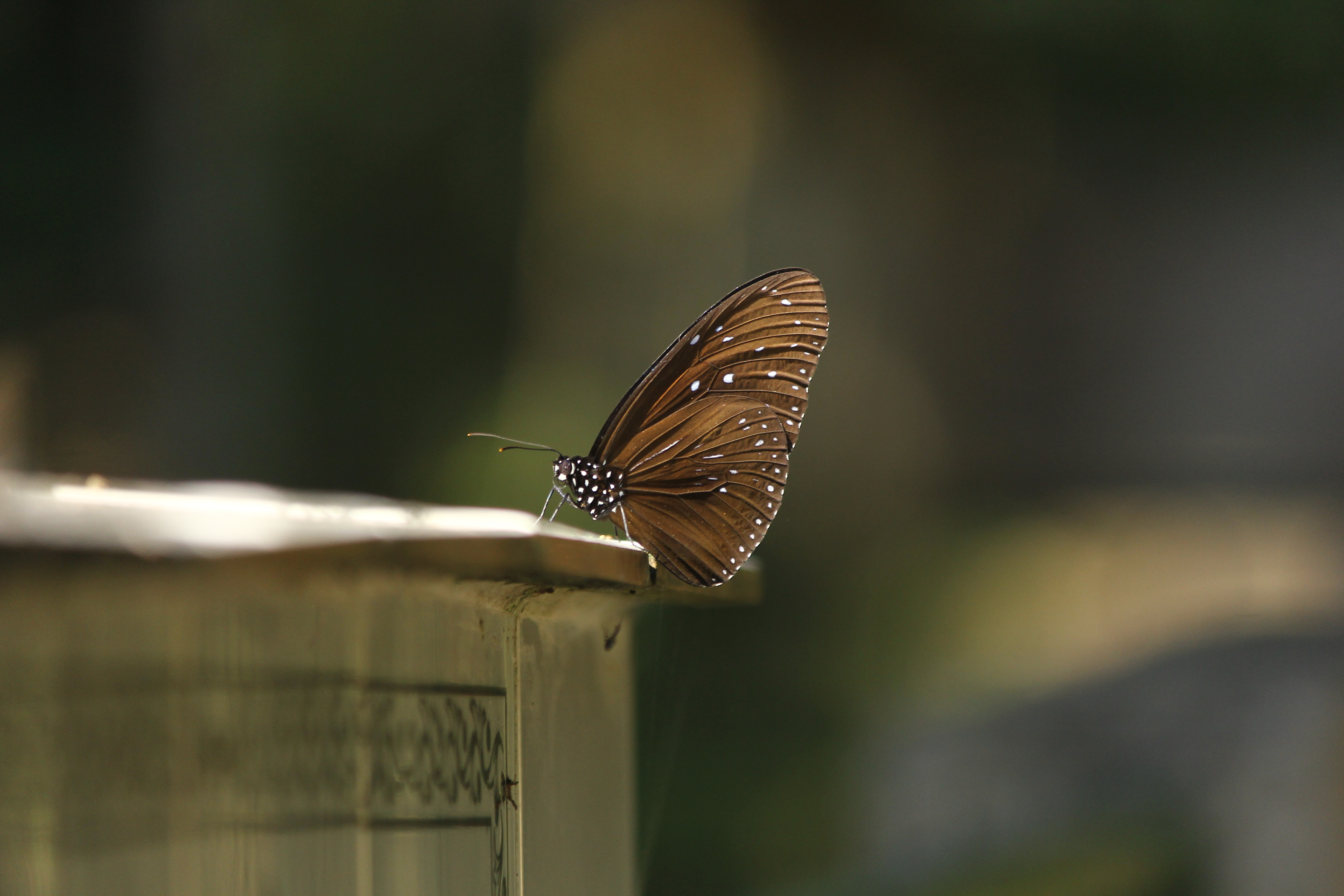
Borboleta no parque
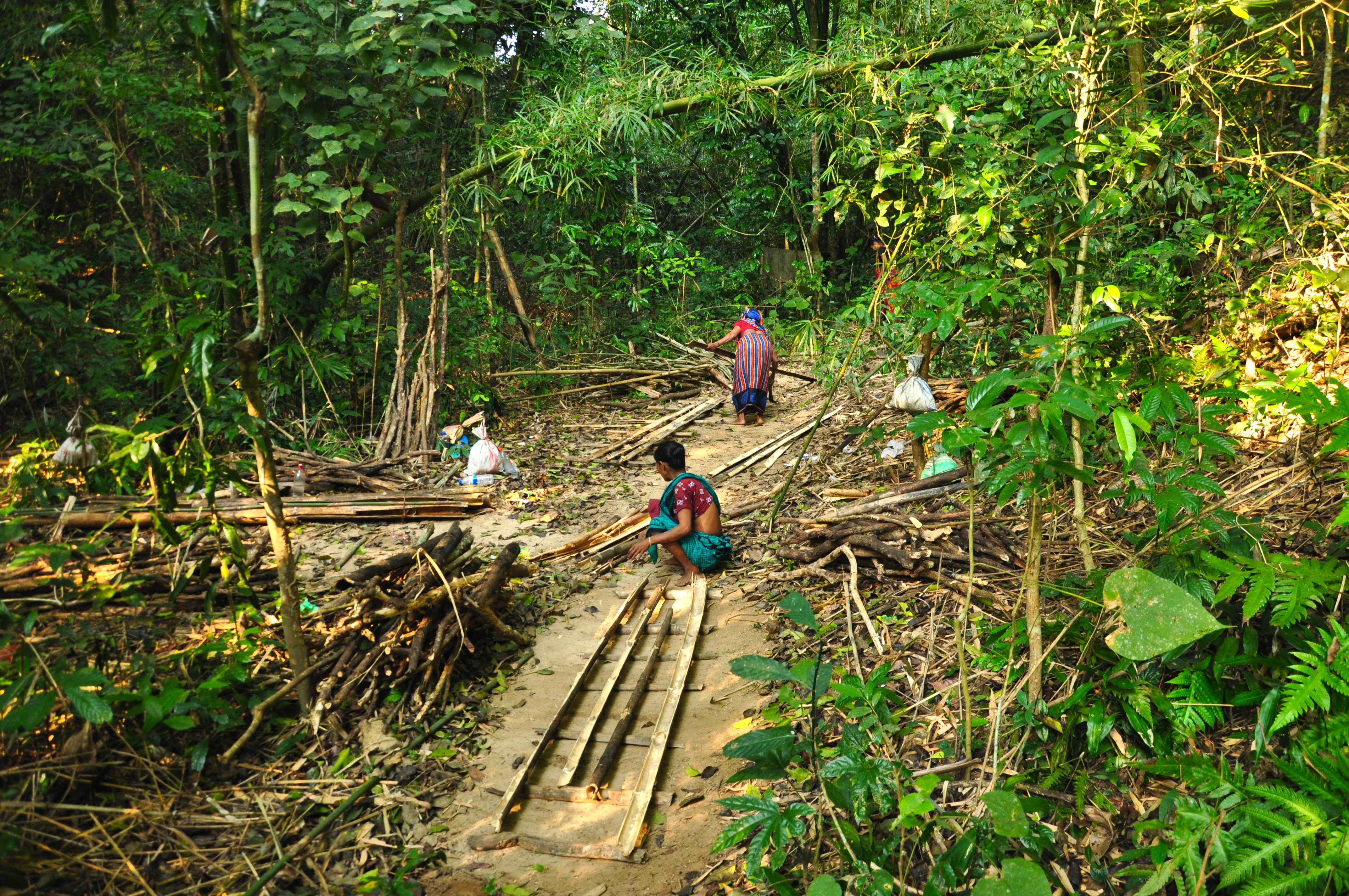
Mulher indígena na floresta de Lawachara
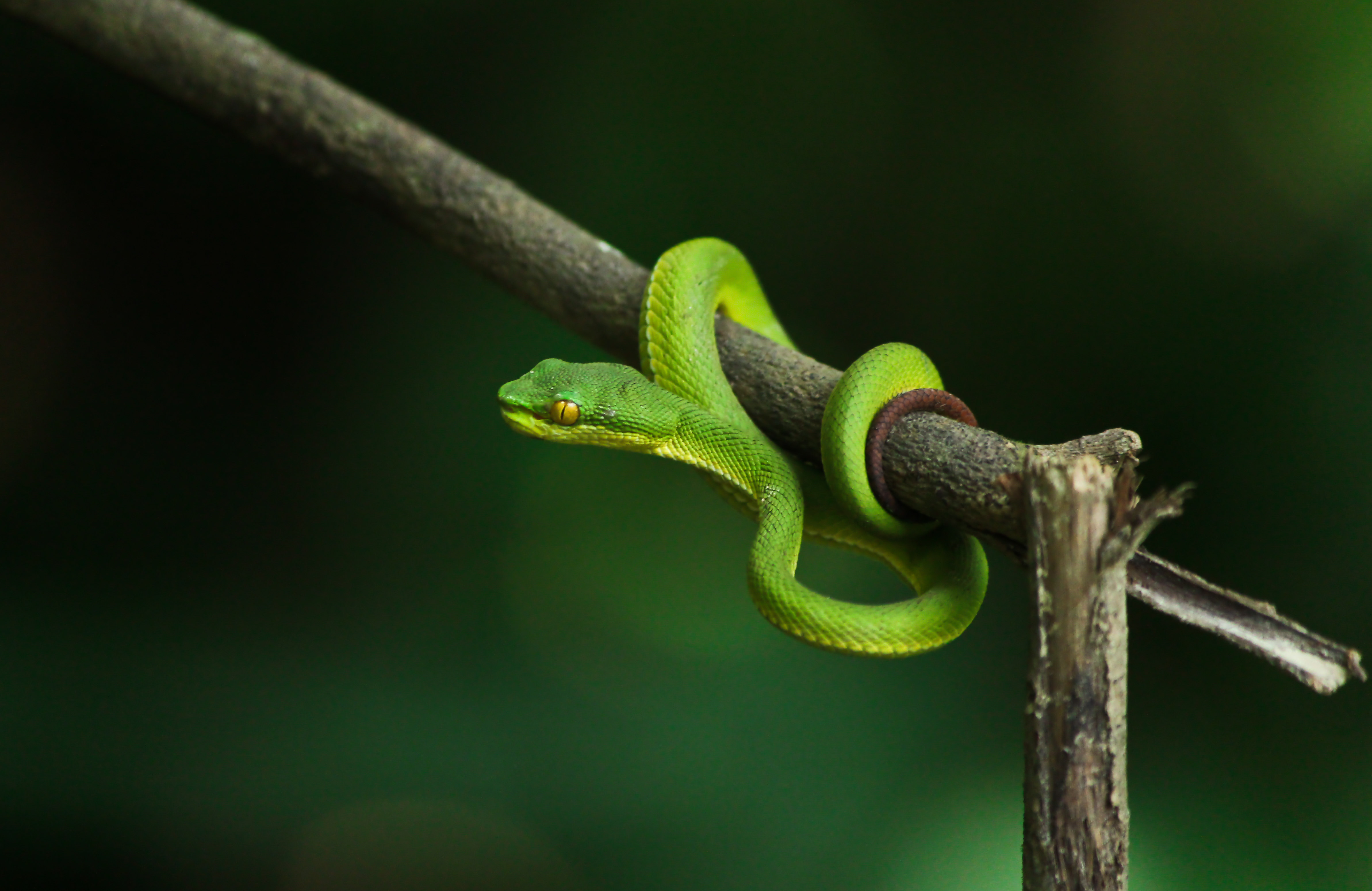
Víbora no parque
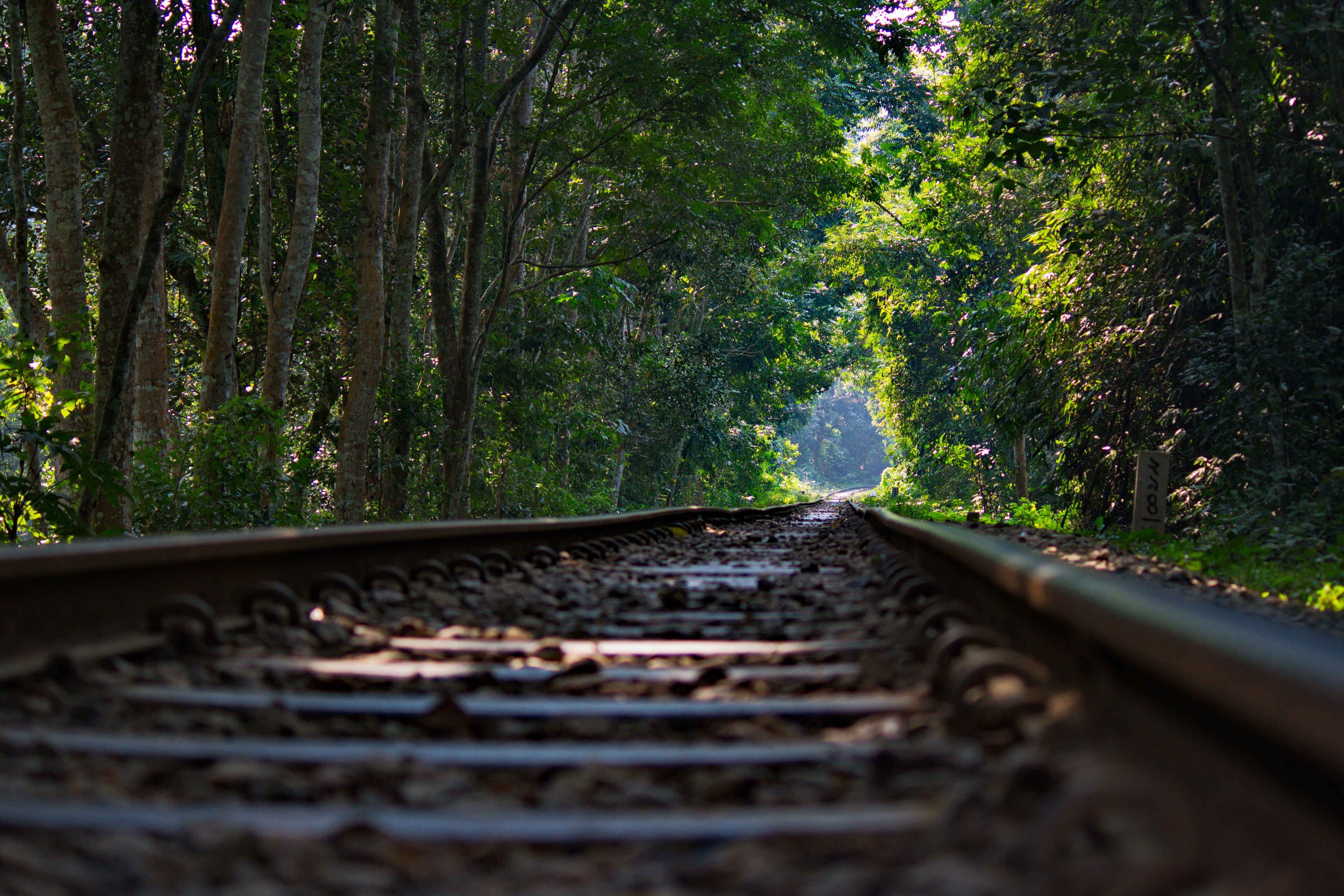
Ferrovia no parque